# Resident Evil Confidential Report
Resident Evil Confidential Report es una serie de videojuegos de estrategia por turnos de la saga Resident Evil, desarrollada por Capcom, para teléfonos móviles en 2006. La serie consta de cuatro títulos.

## Jugabilidad
Resident Evil Confidential Report es bastante diferente de sus predecesor Resident Evil: The Missions. Cada juego o "archivo" cuenta con dos escenarios con dos personajes diferentes.

## Argumento
- File #1 (Archivo número 1): El policía novato Tyler Hamilton, ha sido asignado para vigilar la instalación de almacenamiento de Umbrella en Raccoon City, cuando ocurre una explosión de rocas subterráneas. Tyler es derribado, y atrapado dentro de la zona de almacenamiento, sin embargo, como se despierta se da cuenta de que hordas de muertos vivientes venían hacia él. Mientras tanto, el agente del FBI, Noami McClain, ha sido enviado a la ciudad para investigar los experimentos de este servicio, y que busque lo que el agente anterior no pudo; pruebas concretas directas de informantes del FBI que trabajan en secreto dentro de las filas de Umbrella.
- File #2 (Archivo número 2): Después de sobrevivir a los horrores de la infestada instalación de almacenamiento, Tyler se ha mantenido en una estación de policía local. De repente, suena la alarma de socorro de la universidad de Raccoon City. Sin saberlo Tyler, Noami también recoge la llamada de socorro, y se da cuenta de que hay una gran posibilidad de que la alarma fue sonada por uno de los informantes que está buscando. Se pone en marcha a la universidad para encontrar más pistas de Umbrella y el rescate de ésta persona de vital importancia.[1]

## Personajes
- Tyler Hamilton: Un agente novato del RPD que había sido asignado para vigilar el laboratorio de Umbrella. Después de la explosión que lanzó el virus que atrapó a Tyler, hizo un intento desesperado por escapar de nuevo a la comisaría de policía. Después de escapar, Tyler respondió a la llamada de socorro desde el dormitorio de la escuela y supuso que ningún estudiante tiene el número de la línea telefónica de emergencia y se pone a investigar.
- Naomi McClain: Un agente del FBI que estaba fuera de la estación de policía en el momento de la explosión. Ella había llegado a Raccoon City para descubrir la verdad sobre los experimentos de Umbrella y después de la explosión, se pone en marcha para recuperar los informantes que faltan. Cuando Tyler recibe la llamada de socorro de la escuela, Naomi intercepta y descifra un mensaje de un informante.
- Albert Wesker: Su historia en el juego se desconoce, aunque estaba en el laboratorio de Umbrella cuando la explosión pasó y todavía podría estar allí (este personaje se destraba al pasar el juego en menos de 7 horas).